# Puimisson
Puimisson [pɥi.mi.sɔ̃], en occitan Puègmiçon [pɥɛt͡ʃ.mi.'su], est une commune française située dans le sud du département de l'Hérault, en région Occitanie.
Exposée à un climat méditerranéen, elle est drainée par le Libron et par divers autres petits cours d'eau.
Puimisson est une commune rurale qui compte 1 218 habitants en 2022, après avoir connu une forte hausse de la population depuis 1975. Elle fait partie de l'aire d'attraction de Béziers. Ses habitants sont appelés les Puimissonnais et Puimissonnaises.

## Géographie

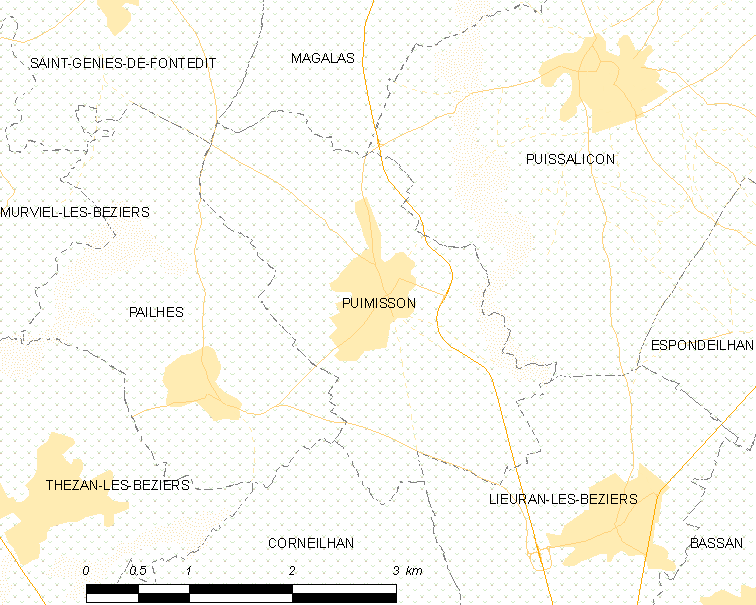
Carte

Puimisson est un petit village situé à 12 kilomètres du Nord de Béziers, direction Bédarieux. Il est situé aux abords de la RD 909 reliant Béziers à Bédarieux. Le village se situe à une vingtaine de kilomètres de la mer et autant de la moyenne montagne appelée « arrière-pays héraultais ». Le paysage est de type méditerranéen avec des collines recouvertes par la garrigue et les vignes. De l’autre côté de la RD 909 coule une rivière, le Libron, près de laquelle s’est développé un bois.

### Communes limitrophes et proches
| Laurens (9.31 / 10,64 km) Autignac (7.38 / 8,59 km) St-Geniès-de-Fontedit (4.20 / 4,77 km) Causses-et-Veyran (10.75 / 14,41 km) | L'Hospitalet-du-Larzac (59.35 / 103,77 km) (Parc naturel régional du Haut-Languedoc) | Magalas (3.79 / 4,93 km) Puissalicon (2.90 / 4,02 km) Coulobres (5.67 / 10,01 km)           |
| Murviel-lès-Béziers (5.37 / 7,57 km)                                                                                            | Puimisson                                                                            | Espondeilhan (4.36 / 7,83 km)                                                               |
| Pailhès (2.14 / 2,54 km) Corneilhan (4.65 / 5,26 km)                                                                            | Béziers (10.94 / 12,70 km)                                                           | Servian (7.26 / 11,37 km) Montblanc (13.59 / 23,79 km) Lieuran-lès-Béziers (3.16 / 4,50 km) |

### Climat
Pour des articles plus généraux, voir Climat de l'Occitanie et Climat de l'Hérault.
En 2010, le climat de la commune est de type climat méditerranéen franc, selon une étude s'appuyant sur une série de données couvrant la période 1971-2000. En 2020, Météo-France publie une typologie des climats de la France métropolitaine dans laquelle la commune est exposée à un climat méditerranéen et est dans la région climatique  Provence, Languedoc-Roussillon, caractérisée par une pluviométrie faible en été, un très bon ensoleillement (2 600 h/an), un été chaud (21,5 °C), un air très sec en été, sec en toutes saisons, des vents forts (fréquence de 40 à 50 % de vents > 5 m/s) et peu de brouillards.
Pour la période 1971-2000, la température annuelle moyenne est de 14,3 °C, avec une amplitude thermique annuelle de 16 °C. Le cumul annuel moyen de précipitations est de 683 mm, avec 5,8 jours de précipitations en janvier et 2,6 jours en juillet. Pour la période 1991-2020, la température moyenne annuelle observée sur la station météorologique la plus proche, située sur la commune de Murviel-lès-Béziers à 5 km à vol d'oiseau, est de 15,1 °C et le cumul annuel moyen de précipitations est de 663,2 mm,. Pour l'avenir, les paramètres climatiques de la commune estimés pour 2050 selon différents scénarios d'émission de gaz à effet de serre sont consultables sur un site dédié publié par Météo-France en novembre 2022.

### Milieux naturels et biodiversité
Aucun espace naturel présentant un intérêt patrimonial n'est recensé sur la commune dans l'inventaire national du patrimoine naturel,,.

## Urbanisme

### Typologie
Au 1er janvier 2024, Puimisson est catégorisée bourg rural, selon la nouvelle grille communale de densité à sept niveaux définie par l'Insee en 2022.
Elle est située hors unité urbaine. Par ailleurs la commune fait partie de l'aire d'attraction de Béziers, dont elle est une commune de la couronne,. Cette aire, qui regroupe 53 communes, est catégorisée dans les aires de 50 000 à moins de 200 000 habitants,.

### Occupation des sols
L'occupation des sols de la commune, telle qu'elle ressort de la base de données européenne d’occupation biophysique des sols Corine Land Cover (CLC), est marquée par l'importance des territoires agricoles (87,5 % en 2018), en diminution par rapport à 1990 (91,8 %). La répartition détaillée en 2018 est la suivante : 
cultures permanentes (74,5 %), zones urbanisées (12,5 %), terres arables (9,8 %), zones agricoles hétérogènes (3,3 %). L'évolution de l’occupation des sols de la commune et de ses infrastructures peut être observée sur les différentes représentations cartographiques du territoire : la carte de Cassini (XVIIIe siècle), la carte d'état-major (1820-1866) et les cartes ou photos aériennes de l'IGN pour la période actuelle (1950 à aujourd'hui).

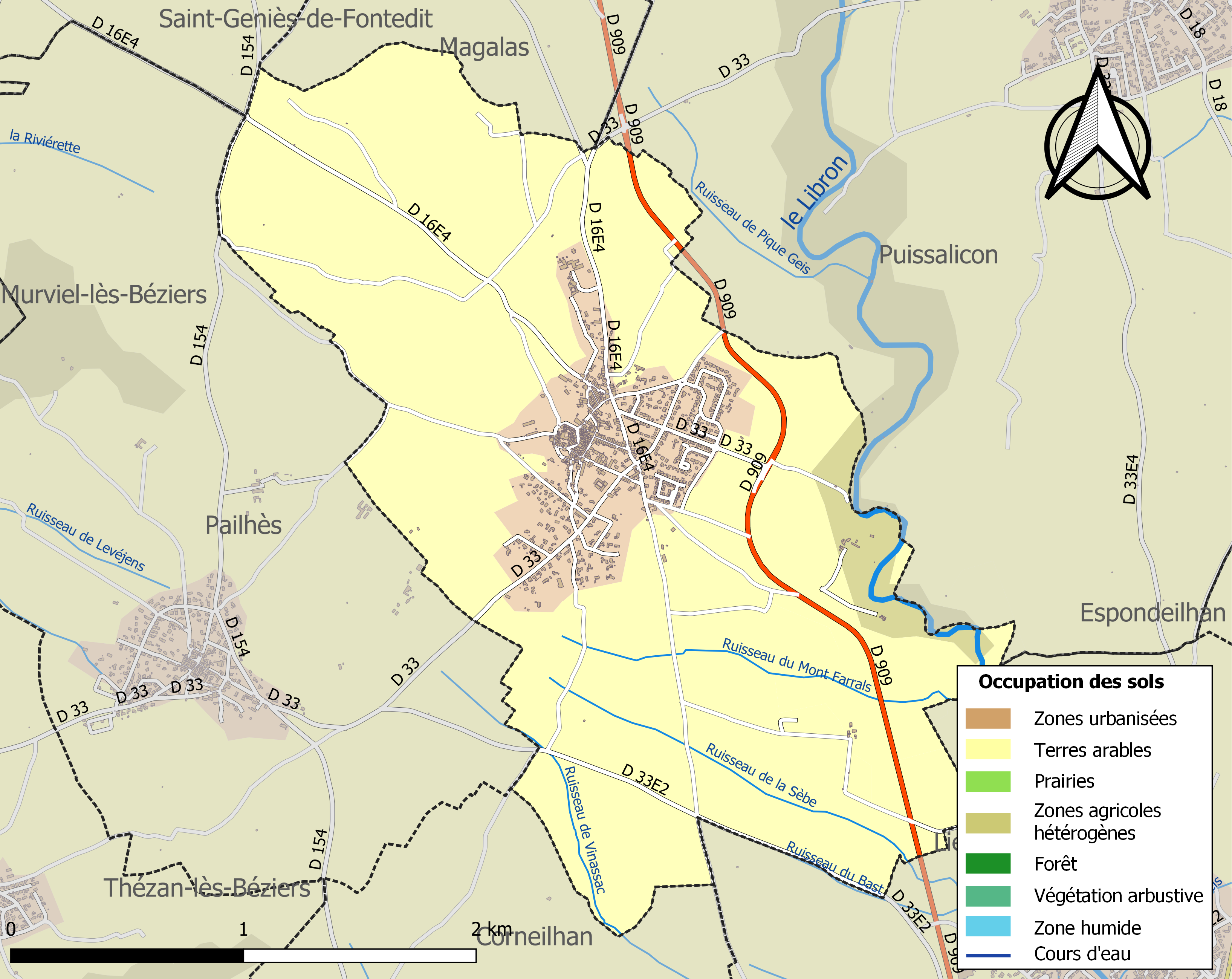
Carte des infrastructures et de l'occupation des sols de la commune en 2018 (CLC).

### Risques majeurs
Le territoire de la commune de Puimisson est vulnérable à différents aléas naturels : météorologiques (tempête, orage, neige, grand froid, canicule ou sécheresse), inondations et séisme (sismicité faible). Il est également exposé à un risque technologique,  le transport de matières dangereuses. Un site publié par le BRGM permet d'évaluer simplement et rapidement les risques d'un bien localisé soit par son adresse soit par le numéro de sa parcelle.

#### Risques naturels
Certaines parties du territoire communal sont susceptibles d’être affectées par le risque d’inondation par débordement de cours d'eau, notamment le Libron. La commune a été reconnue en état de catastrophe naturelle au titre des dommages causés par les inondations et coulées de boue survenues en 1982, 1984, 1986, 1987, 1992, 1994, 1995, 1996 et 2019,.
Puimisson est exposée au risque de feu de forêt du fait de la présence sur son territoire. Un plan départemental de protection des forêts contre les incendies (PDPFCI) a été approuvé en juin 2013 et court jusqu'en 2022, où il doit être renouvelé. Les mesures individuelles de prévention contre les incendies sont précisées par deux arrêtés préfectoraux et s’appliquent dans les zones exposées aux incendies de forêt et à moins de 200 mètres de celles-ci. L’arrêté du 25 avril 2002 réglemente l'emploi du feu en interdisant notamment d’apporter du feu, de fumer et de jeter des mégots de cigarette dans les espaces sensibles et sur les voies qui les traversent sous peine de sanctions. L'arrêté du 11 mars 2013 rend le débroussaillement obligatoire, incombant au propriétaire ou ayant droit,.

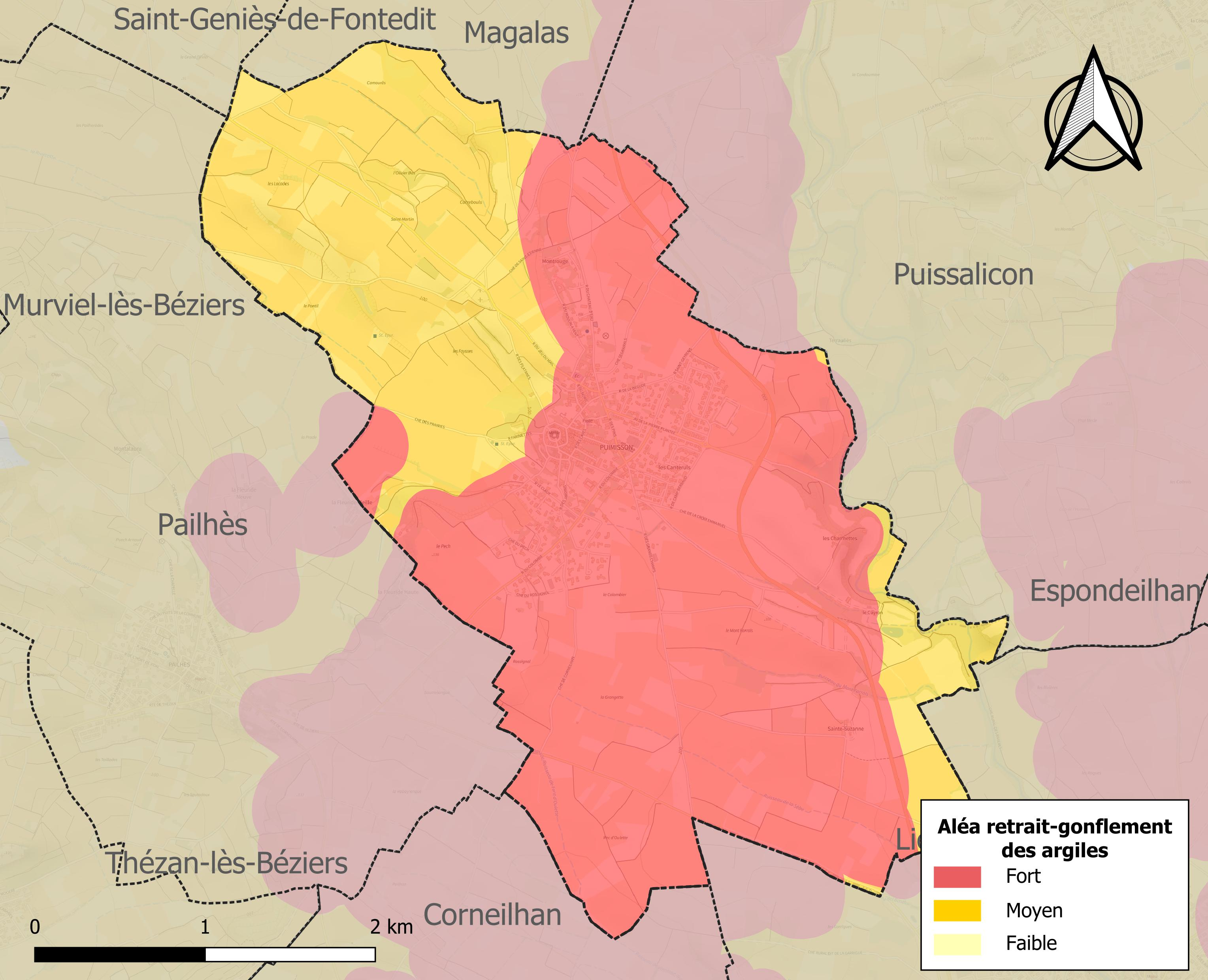
Carte des zones d'aléa retrait-gonflement des sols argileux de Puimisson.

Le retrait-gonflement des sols argileux est susceptible d'engendrer des dommages importants aux bâtiments en cas d’alternance de périodes de sécheresse et de pluie. La totalité de la commune est en aléa moyen ou fort (59,3 % au niveau départemental et 48,5 % au niveau national). Sur les 529 bâtiments dénombrés sur la commune en 2019, 529 sont en aléa moyen ou fort, soit 100 %, à comparer aux 85 % au niveau départemental et 54 % au niveau national. Une cartographie de l'exposition du territoire national au retrait gonflement des sols argileux est disponible sur le site du BRGM,.
Par ailleurs, afin de mieux appréhender le risque d’affaissement de terrain, l'inventaire national des cavités souterraines permet de localiser celles situées sur la commune.

#### Risques technologiques
Le risque de transport de matières dangereuses sur la commune est lié à sa traversée par des infrastructures routières ou ferroviaires importantes ou la présence d'une canalisation de transport d'hydrocarbures. Un accident se produisant sur de telles infrastructures est susceptible d’avoir des effets graves sur les biens, les personnes ou l'environnement, selon la nature du matériau transporté. Des dispositions d’urbanisme peuvent être préconisées en conséquence.

## Toponymie
Attestée sous les formes ad Podio Mincione en 1097, castrum Podio Missionis vers 1182, ad Podium Mucionem en 1183, castro Podiimisonis en 1210, Podio Micione en 1247 et 1248, Puimisson en 1529,.
Du bas latin podium « hauteur » et  patronyme romain Mintionius.
Jusqu'au début du XXIe siècle, l'habitat du village est resté très concentré autour de son ancien chateau. Les principaux lieux-dits habités sont situés au Sud-Est de village:
- Les Charmettes et Le Cayron, enserrés entre la D 909 à l'Ouest et le Libron à L'Est;
- Sainte-Suzanne, plus au Sud et dominant la D 909.

## Histoire
Puimisson est un ancien castrum situé en bordure de la voie antique Béziers-Lacaune et de l’aqueduc romain qui amenait l’eau à Béziers[réf. nécessaire]. Possession stable du monastère, puis de l’évêché de Saint-Pons-de-Thomières pendant 400 ans[réf. nécessaire], la seigneurie de Puimisson fut érigée en baronnie vers 1439, lui donnant ainsi accès aux États de Languedoc.

### Héraldique
|  | Les armoiries de Puimisson se blasonnent ainsi : De sable, au sautoir losangé d'argent et de gueules. |

## Politique et administration
| Période                                  | Période        | Identité                     | Étiquette      | Qualité                                                                         |
| ---------------------------------------- | -------------- | ---------------------------- | -------------- | ------------------------------------------------------------------------------- |
| Les données manquantes sont à compléter. |                |                              |                |                                                                                 |
| 1790                                     | 1795           | Pierre Lebère                |                |                                                                                 |
| 1795                                     | 1797           | Joseph Barthélémy Caucanas   |                |                                                                                 |
| 1797                                     | 1804           | Etienne Fraissines           |                |                                                                                 |
| 1804                                     | 1808           | Joseph Barthélémy Caucanas   |                |                                                                                 |
| 1808                                     | 1815           | Antoine Prunet               |                |                                                                                 |
| 1815                                     | 1819           | Jean-François César Chauliac |                |                                                                                 |
| 1819                                     | 1848           | Honoré Thomas                |                |                                                                                 |
| 1848                                     | 1851           | Pierre Blayac                |                |                                                                                 |
| 1851                                     | 1853           | Emmanuel Combescure          |                | Adjoint faisant fonction de maire                                               |
| 1853                                     | 1857           | Honoré Thomas                |                | Adjoint faisant fonction de maire                                               |
| 1857                                     | 1866           | Joseph Raymond Ollié         |                |                                                                                 |
| 1866                                     | 1870           | Raphael Chabardès            |                |                                                                                 |
| 1870                                     | 1871           | Etienne Fraissines           |                |                                                                                 |
| 1871                                     | 1876           | Raphael Chabardès            |                |                                                                                 |
| 1876                                     | 1876           | Eugène Vigourous             |                |                                                                                 |
| 1876                                     | 1881           | Etienne Fraissines           |                | Président de la Commission municipale provisoire                                |
| 1881                                     | 1894           | Paul Pages                   |                |                                                                                 |
| 1894                                     | 1900           | Louis Vialles                |                |                                                                                 |
| 1900                                     | 1904           | Charles Croupel              |                |                                                                                 |
| 1904                                     | 1906           | Paul Record-Cros             |                |                                                                                 |
| 1906                                     | 1910           | Joseph Ollié                 |                |                                                                                 |
| 1910                                     | 1919           | François Martin              |                |                                                                                 |
| 1919                                     | 1944           | Raymond Marcou               |                |                                                                                 |
| 1944                                     | 1945           | Louis Cros                   |                | Vice-Président du Comité Local de Libération, remplace le président hospitalisé |
| 1945                                     | 1965           | Joseph Fontaine              |                |                                                                                 |
| 1965                                     | 1977           | Jean Sénégas                 |                |                                                                                 |
| 1977                                     | 1983           | Roger Chambert               |                |                                                                                 |
| 1983                                     | 1995           | Jean Sénégas                 |                |                                                                                 |
| 1995                                     | mars 2008      | Henri Coste                  | DVD            |                                                                                 |
| avril 2008                               | mars 2014      | Georges Bautte               |                |                                                                                 |
| mars 2014                                | septembre 2014 | Claude Delaunay              | DVG            | Employé                                                                         |
| septembre 2014                           | En cours       | Daniel Barthes,              | Sans étiquette |                                                                                 |

## Démographie
L'évolution du nombre d'habitants est connue à travers les recensements de la population effectués dans la commune depuis 1793. Pour les communes de moins de 10 000 habitants, une enquête de recensement portant sur toute la population est réalisée tous les cinq ans, les populations de référence des années intermédiaires étant quant à elles estimées par interpolation ou extrapolation. Pour la commune, le premier recensement exhaustif entrant dans le cadre du nouveau dispositif a été réalisé en 2006.

En 2022, la commune comptait 1 218 habitants, en évolution de +15,78 % par rapport à 2016 (Hérault : +7,49 %, France hors Mayotte : +2,11 %).
| 1793 | 1800 | 1806 | 1821 | 1831 | 1836 | 1841 | 1846 | 1851 |
| ---- | ---- | ---- | ---- | ---- | ---- | ---- | ---- | ---- |
| 380  | 357  | 458  | 470  | 475  | 467  | 498  | 500  | 486  |

| 1856 | 1861 | 1866 | 1872 | 1876 | 1881 | 1886 | 1891 | 1896 |
| ---- | ---- | ---- | ---- | ---- | ---- | ---- | ---- | ---- |
| 526  | 552  | 596  | 631  | 568  | 635  | 568  | 710  | 795  |

| 1901 | 1906 | 1911 | 1921 | 1926 | 1931 | 1936 | 1946 | 1954 |
| ---- | ---- | ---- | ---- | ---- | ---- | ---- | ---- | ---- |
| 785  | 797  | 789  | 782  | 749  | 770  | 735  | 709  | 731  |

| 1962 | 1968 | 1975 | 1982 | 1990 | 1999 | 2006 | 2011  | 2016  |
| ---- | ---- | ---- | ---- | ---- | ---- | ---- | ----- | ----- |
| 728  | 721  | 710  | 734  | 738  | 788  | 928  | 1 017 | 1 052 |

| 2021  | 2022  | - | - | - | - | - | - | - |
| ----- | ----- | - | - | - | - | - | - | - |
| 1 196 | 1 218 | - | - | - | - | - | - | - |

## Vie au village
Malgré sa petite taille, le village dispose de quelques commerçants et d’un médecin. On retrouve aussi de nombreuses associations tel qu’un club de football, L'association Sportive de Puimisson, de tennis et un comité des fêtes qui s’occupe de l’animation du village.

## Économie

### Revenus
En 2018, la commune compte 499 ménages fiscaux, regroupant 1 163 personnes. La médiane du revenu disponible par unité de consommation est de 20 600 € (20 330 € dans le département).

### Emploi
|                | 2008   | 2013   | 2018   |
| -------------- | ------ | ------ | ------ |
| Commune        | 8,2 %  | 8,5 %  | 10,9 % |
| Département    | 10,1 % | 11,9 % | 12 %   |
| France entière | 8,3 %  | 10 %   | 10 %   |

En 2018, la population âgée de 15 à 64 ans s'élève à 691 personnes, parmi lesquelles on compte 72,8 % d'actifs (62 % ayant un emploi et 10,9 % de chômeurs) et 27,2 % d'inactifs,. En  2018, le taux de chômage communal (au sens du recensement) des 15-64 ans est inférieur à celui du département, mais supérieur à celui de la France, alors qu'en 2008 il était inférieur à celui de la France.
La commune fait partie de la couronne de l'aire d'attraction de Béziers, du fait qu'au moins 15 % des actifs travaillent dans le pôle,. Elle compte 151 emplois en 2018, contre 148 en 2013 et 119 en 2008. Le nombre d'actifs ayant un emploi résidant dans la commune est de 431, soit un indicateur de concentration d'emploi de 35 % et un taux d'activité parmi les 15 ans ou plus de 52,4 %.
Sur ces 431 actifs de 15 ans ou plus ayant un emploi, 100 travaillent dans la commune, soit 23 % des habitants. Pour se rendre au travail, 84,8 % des habitants utilisent un véhicule personnel ou de fonction à quatre roues, 3,2 % les transports en commun, 7 % s'y rendent en deux-roues, à vélo ou à pied et 5 % n'ont pas besoin de transport (travail au domicile).

### Activités hors agriculture

#### Secteurs d'activités
91 établissements sont implantés  à Puimisson au 31 décembre 2019. Le tableau ci-dessous en détaille le nombre par secteur d'activité et compare les ratios avec ceux du département,.
| Secteur d'activité                                                                                        | Commune | Commune | Département |
| Secteur d'activité                                                                                        | Nombre  | %       | %           |
| --- | ------- | ------- | ----------- |
| Ensemble                                                                                                  | 91      | 100 %   | (100 %)     |
| Industrie manufacturière, industries extractives et autres                                                | 9       | 9,9 %   | (6,7 %)     |
| Construction                                                                                              | 16      | 17,6 %  | (14,1 %)    |
| Commerce de gros et de détail, transports, hébergement et restauration                                    | 18      | 19,8 %  | (28 %)      |
| Information et communication                                                                              | 2       | 2,2 %   | (3,3 %)     |
| Activités financières et d'assurance                                                                      | 5       | 5,5 %   | (3,2 %)     |
| Activités immobilières                                                                                    | 4       | 4,4 %   | (5,3 %)     |
| Activités spécialisées, scientifiques et techniques et activités de services administratifs et de soutien | 17      | 18,7 %  | (17,1 %)    |
| Administration publique, enseignement, santé humaine et action sociale                                    | 10      | 11 %    | (14,2 %)    |
| Autres activités de services                                                                              | 10      | 11 %    | (8,1 %)     |

Le secteur du commerce de gros et de détail, des transports, de l'hébergement et de la restauration est prépondérant sur la commune puisqu'il représente 19,8 % du nombre total d'établissements de la commune (18 sur les 91 entreprises implantées  à Puimisson), contre 28 % au niveau départemental.

#### Entreprises et commerces
Les trois entreprises ayant leur siège social sur le territoire communal qui génèrent le plus de chiffre d'affaires en 2020 sont : 
- Les Vignerons Des Soubergues, commerce de détail de boissons en magasin spécialisé (220 k€) ;
- Oenologic Origin, autres intermédiaires du commerce en denrées, boissons et tabac (80 k€) ;
- Mpower Consulting, conseil pour les affaires et autres conseils de gestion (14 k€).

### Agriculture
La commune est dans la « Plaine viticole », une petite région agricole occupant la bande côtière du département de l'Hérault. En 2020, l'orientation technico-économique de l'agriculture  sur la commune est la viticulture.
|               | 1988 | 2000 | 2010 | 2020 |
| ------------- | ---- | ---- | ---- | ---- |
| Exploitations | 82   | 53   | 32   | 22   |
| SAU (ha)      | 741  | 696  | 684  | 544  |

Le nombre d'exploitations agricoles en activité et ayant leur siège dans la commune est passé de 82 lors du recensement agricole de 1988  à 53 en 2000 puis à 32 en 2010 et enfin à 22 en 2020, soit une baisse de 73 % en 32 ans. Le même mouvement est observé à l'échelle du département qui a perdu pendant cette période 67 % de ses exploitations,. La surface agricole utilisée sur la commune a également diminué, passant de 741 ha en 1988 à 544 ha en 2020. Parallèlement la surface agricole utilisée moyenne par exploitation a augmenté, passant de 9 à 25 ha.

## Culture locale et patrimoine

### Lieux et monuments

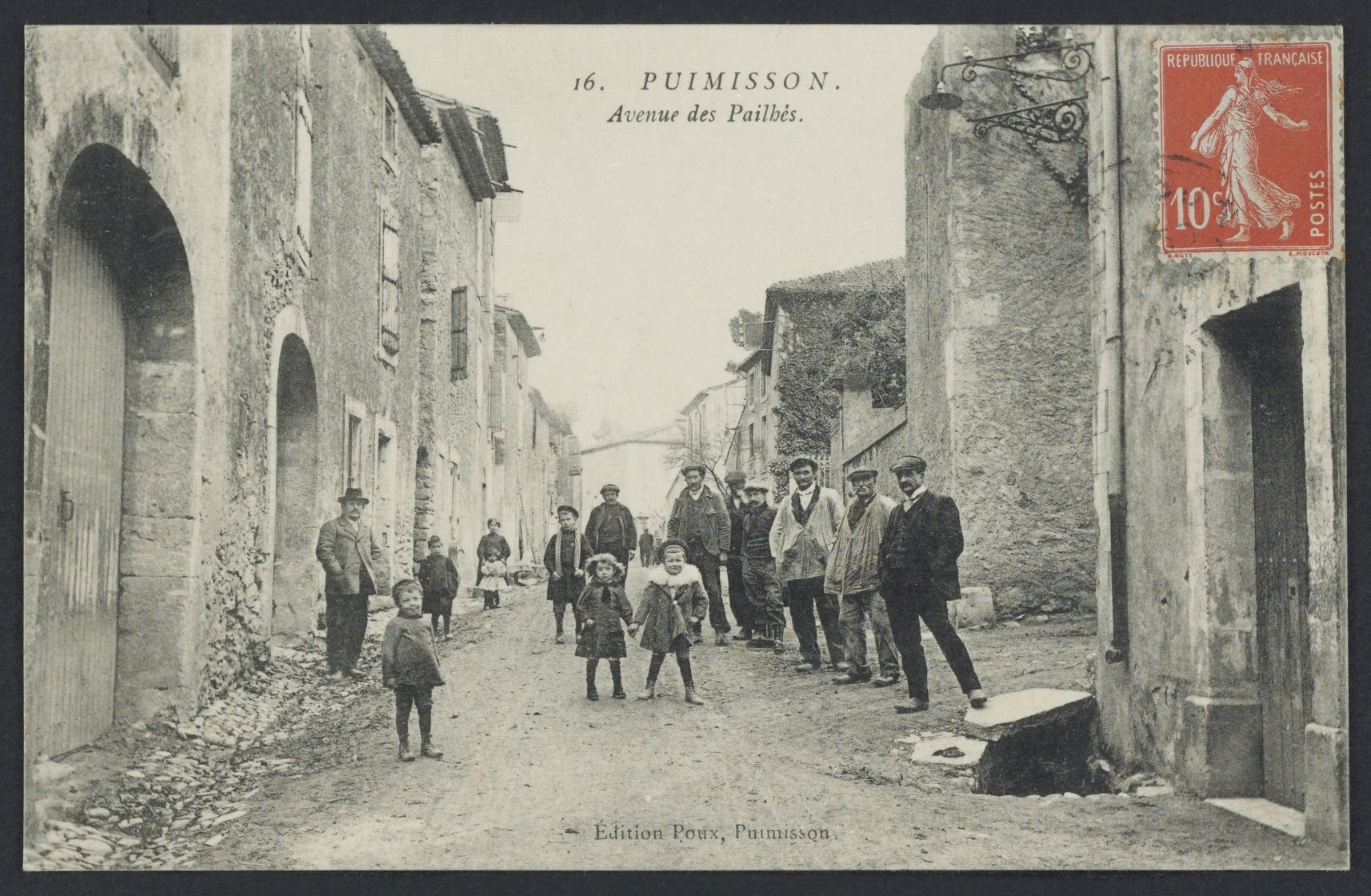
Avenue de Pailhès : carte postale (1re moitié du XXe siècle).

Mont-Rouge, lieu de pèlerinage pour les chrétiens et maison de repos pour les personnes âgées, se situe au sein de ce village. De nombreux étudiants et personnes croyantes s'y rendent pour prier et respecter la religion chrétienne très ancrée dans ce petit village. Le monastère Saint-Joseph de Mont-Rouge abrite la famille de Saint-Joseph fondée par le père Verlinde. Une abbatiale cistercienne de style roman en pierre de Beaulieu a été inaugurée le 21 septembre 2018.
- Église abbatiale du monastère Saint-Joseph de Mont-Rouge de Montrouge.
- Église Saint-Martin de Pederne de Puimisson.
- Chapelle Saint-Joseph du monastère Saint-Joseph de Mont-Rouge de Montrouge.

### Personnalités liées à la commune
- Guillaume Durand (~1230-1296), né à Puimisson, évêque de Mende, juriste connu sous le nom de « Speculator » ;
- Guillaume VI Durand (?-1330), né à Puimisson, son neveu et successeur à l'évêché de Mende. Également juriste, il fut ambassadeur auprès du roi de France et des papes en Avignon ;
- Pierre de Chauliac (ca.1731-1805), noble bourgeois de Puimisson, père de trois fils nés à Puimisson, dont deux chevaliers de l'ordre royal de Saint-Louis - Jean Baptiste Thomas Antoine (1769-1837) et Henri Hilaire Xavier (1771-1851) - et le troisième, maire de Puimisson à la Restauration (1775-1819), grand-père de l'abbé Louis François Ferdinand né à Puimisson (1809-1890), chanoine honoraire de Paris, vicaire général de Montpellier et archidiacre de Béziers, Agde et Saint-Pons[34], arrière-grand-père d'un chevalier de la légion  d'honneur - Henri Elisabeth Guy (1837-1904) et d'un officier de la légion d'honneur - Joseph Justin Paul (1843-1915), trisaïeul de l'enseigne de vaisseau Louis Alexis Henri, chevalier de la légion d'honneur mort pour la France (1876-1914), lui-même père de Guy Laurent Philippe (1904-1927) également décoré de la légion d'honneur ;
- Barthélémy Dalga[35] (1747-1829), né à Puimisson, prêtre sulpicien, docteur en théologie, chanoine honoraire de la métropole Saint-Sauveur d'Aix-en-Provence, supérieur du grand séminaire d'Aix-en-Provence ;
- Marc Cabanes de Puymisson (1760-1831), dernier seigneur et propriétaire du chateau de Puimisson avant la Révolution, Général de brigade, Baron de l'empire, Officier de la légion d'honneur (1807), Chevalier de Saint-Louis (1814) ;
- Joseph Caucanas (1786-1846), né et décédé à Puimisson, sergent-major de la garde de l'Empereur Napoléon Ier, chevalier de la légion d'honneur ;
- Georges Alexandre (1935-2018), né à Puimisson, ayant fait une carrière de footballeur.